# Bathylagichthys problematicus
Bathylagichthys problematicus is een straalvinnige vissensoort uit de familie van kleinbekken (Bathylagidae). De wetenschappelijke naam van de soort is voor het eerst geldig gepubliceerd in 1985 door Lloris & Rucabado.